# 多刺海胆虫
多刺海胆虫（学名：Echinomma polyacantha）为星球虫科海胆虫属的动物。在中国，分布于东海等海域。